# Prince Williams
Prince Targbe Williams (Raleigh, 22 agosto 1992) è un cestista statunitense, professionista in NBDL e in Europa.